# فرمین یو و
فِرمین یو وِ (اسپانیایی: Fermín IV‎) با نام اصلی فرمین یو و کابرلو لیزوندو (اسپانیایی: Fermín IV Caballero Elizondo‎؛ زاده دسامبر ۱۹۷۴) یک خواننده رپ و کشیش مکزیکی است که بیشتر به عنوان عضوی از گروه مکزیکی هیپ هاپ کنترل مشاتی شناخته شده‌است.